# Faye-sur-Ardin
Faye-sur-Ardin är en kommun i departementet Deux-Sèvres i regionen Nouvelle-Aquitaine i västra Frankrike. Kommunen ligger i kantonen Coulonges-sur-l'Autize som tillhör arrondissementet Niort. År 2022 hade Faye-sur-Ardin 658 invånare.

## Befolkningsutveckling
Antalet invånare i kommunen Faye-sur-Ardin
| Referens: INSEE |